# Bóbrka (gromada)
Bóbrka – dawna gromada, czyli najmniejsza jednostka podziału terytorialnego Polskiej Rzeczypospolitej Ludowej w latach 1954–1972.
Gromady, z gromadzkimi radami narodowymi (GRN) jako organami władzy najniższego stopnia na wsi, funkcjonowały od reformy reorganizującej administrację wiejską przeprowadzonej jesienią 1954 do momentu ich zniesienia z dniem 1 stycznia 1973, tym samym wypierając organizację gminną w latach 1954–1972.
Gromadę Bóbrka z siedzibą GRN w Bóbrce utworzono – jako jedną z 8759 gromad na obszarze Polski – w powiecie krośnieńskim w woj. rzeszowskim na mocy uchwały nr 24/54 WRN w Rzeszowie z dnia 5 października 1954.  W skład jednostki wszedł obszar dotychczasowej gromady Bóbrka ze zniesionej gminy Chorkówka oraz obszar dotychczasowej gromady Niżna Łąka ze zniesionej gminy Miejsce Piastowe w tymże powiecie. Dla gromady ustalono 12 członków gromadzkiej rady narodowej.
31 grudnia 1961 gromadę zniesiono, włączając jej obszar do gromad Chorkówka (wieś Bóbrka) i Głowienka (wieś Niżna Łąka) w tymże powiecie.